# 가이후 도시키
가이후 도시키(일본어: 海部俊樹, 1931년 1월 2일~2022년 1월 9일)는 일본의 정치인으로, 1989년 8월 10일부터 1991년 11월 5일까지 제76·77대 내각총리대신을 지냈다.

## 인물

### 성장과 정치 입문
아이치현 나고야시 출신으로 주오 대학을 졸업 후 와세다 대학 법학부에 편입, 1960년 11월 20일에 전국 최연소로 중의원 의원에 당선되었다. 1966년 사토 에이사쿠 내각에서 노동정무차관(제1차 사토 내각 제3차 개조내각), 1974년 미키 다케오 내각의 관방부장관, 1976년 문부 대신(후쿠다 다케오 내각), 1985년에 나카소네 야스히로 내각에서 문부대신(제2차 나카소네 내각 제2차 개조내각)을 지냈다.

### 총리 및 정당 생활

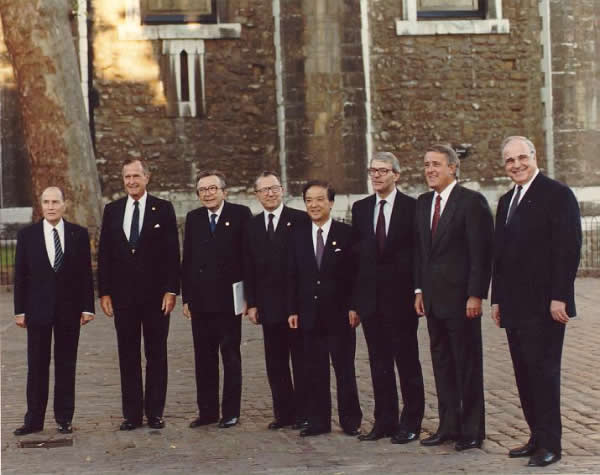
1991년 G7 정상 회의에서(왼쪽에서 5번째)

1989년 8월, 자유민주당 총재로 선출됨과 동시에 8월 9일 제76대 총리로 취임, 1990년 2월에 제77대 총리로 재선되어 1991년에 대장 대신을 겸임했고, 같은해 11월에 사임했다. 1994년에 자민당 출신으로는 유일하게 자민당을 탈당하여 7월에 자유 개혁 연합 초대 대표를 지냈고, 12월에는 호소카와 모리히로·하타 쓰토무가 이끄는 연립 정권인 신진당에 합류하여 초대 당수를 지냈다. 1999년 자유당 최고 고문, 2000년 보수당 최고 고문, 2003년 11월에 보수신당이 해체하여 자민당에 복당했다.

### 정계 은퇴
2009년 8월 31일에 실시된 총선거에서 자신의 지역구인 아이치 현에 재출마했지만 마흔살이나 어린 의사 출신 후보 오카모토 미쓰노리(민주당)에 패한 뒤 "성(盛)한 자는 반드시 멸(滅)한다는 말이 있지만 이번 결과는 내 부덕의 소치"라며 정계 은퇴를 선언했다. 이로써 가이후는 1960년(당시 29세)에 첫 당선되어 시작한 49년간의 정치생활을 현역 최다인 16선으로 마감하였다.2022년 1월 9일 새벽 4시 도쿄도에 시내 병원에서 폐렴으로 향년 91세를 일기로 사망했다.

## 대한 외교
총리 재임 당시 야스쿠니 신사에 공식 참배하자는 움직임이 있었는데 "모처럼 형성된 한일 간의 우호관계를 심각하게 망쳐버린다"는 일본의 철학자 우메하라 다케시의 만류로 야스쿠니 참배법안 제정을 중단하였다.

## 같이 보기
- 제1차 가이후 내각
- 제2차 가이후 내각
- 제2차 가이후 내각 개조내각

## 역대 선거 결과
|  | 19.0% |

|  | 22.3% |

|  | 28.8% |

|  | 29.5% |

|  | 22.9% |

|  | 37.7% |

|  | 28.6% |

|  | 31.0% |

|  | 29.0% |

|  | 28.1% |

|  | 36.2% |

|  | 37.9% |

|  | 47.68% |

|  | 53.16% |

|  | 44.59% |

|  | 47.66% |

|  | 34.75% |